# Rüsselsheimer Hütte
Die Rüsselsheimer Hütte ist eine Alpenvereinshütte der Sektion Rüsselsheim des Deutschen Alpenvereins (DAV). Sie liegt in den Ötztaler Alpen im Geigenkamm auf der Weißmaurachalpe über dem Ort Plangeroß in der Gemeinde St. Leonhard im Pitztal auf einer Höhe von 2323 m ü. A.

## Geschichte
Die Hütte wurde 1926 als Neue Chemnitzer Hütte von der Sektion Chemnitz des Deutschen und Österreichischen Alpenvereins (DuOeAV) errichtet, nachdem die 1895 in Südtirol errichtete Chemnitzer Hütte nach dem Ersten Weltkrieg durch den italienischen Staat enteignet worden war. Die Bauzeit der neuen Hütte betrug zwei Jahre. 1945 wurde die Hütte als reichsdeutsches Territorium beschlagnahmt. 1955 wurde die Hütte in Treuhandschaft des Deutschen Alpenvereins (DAV) gegeben. Zwischen 1956 und 1968 wurde die Hütte durch Mitglieder der Sektion Chemnitz erneuert und renoviert. 1973 löste sich die Sektion Chemnitz auf, die Treuhandschaft ging in die Hände der 1953 gegründeten Sektion Rüsselsheim des DAV über. Zwischen 1978 und 1981 sowie zwischen September 2015 und Juni 2016 wurde die Neue Chemnitzer Hütte erweitert. Im Lawinenwinter 1999 wurde die Hütte durch eine Lawine schwer beschädigt, konnte aber schon ein Jahr später wieder in Betrieb genommen werden. 2001 feierte die Hütte ihr 75-jähriges Jubiläum. Zu diesem Anlass wurde sie in Rüsselsheimer Hütte umbenannt.

## Anreise
- per Bahn mit der ÖBB zum Zielbahnhof Imst-Pitztal
- per Bus mit dem Postbus Imst-Pitztal/Weißwald
- per Bus nach Huben im Ötztal
- mit dem PKW bis Plangeroß/Weißwald, Parkmöglichkeit hinter Weißwald

## Zugang
- Aus dem Pitztal in zwei Stunden, 700 Höhenmeter
- Von Huben im Ötztal aus über das Breitlehnerjöchl in sieben Stunden

## Übergänge zu anderen Hütten
- Über den Mainzer Höhenweg in 8–10 Stunden zur Braunschweiger Hütte (2758 m).
- Über den Geigenkammhöhenweg (Nr. 911) in 6–8 Stunden zur Hauerseehütte (2383 m).

## Tourenmöglichkeiten
- Hohe Geige (3395 m): Über den Westgrat (heutiger Normalweg) in leichter Blockkletterei (I, Stellen II+) in  3½ Stunden
- Gahwinden (2649 m), eine Stunde (auch: Gawinden oder Gabinten)
- Puitkogel (3345 m): Über den Südgrat (II), 4–5 Stunden
- Silberschneide (3343 m): Normalweg oder Westgrat (III-), 4 Stunden
- Ampferkogel (3186 m): Über den Nordgrat (I), 3½ Stunden

## Bilder

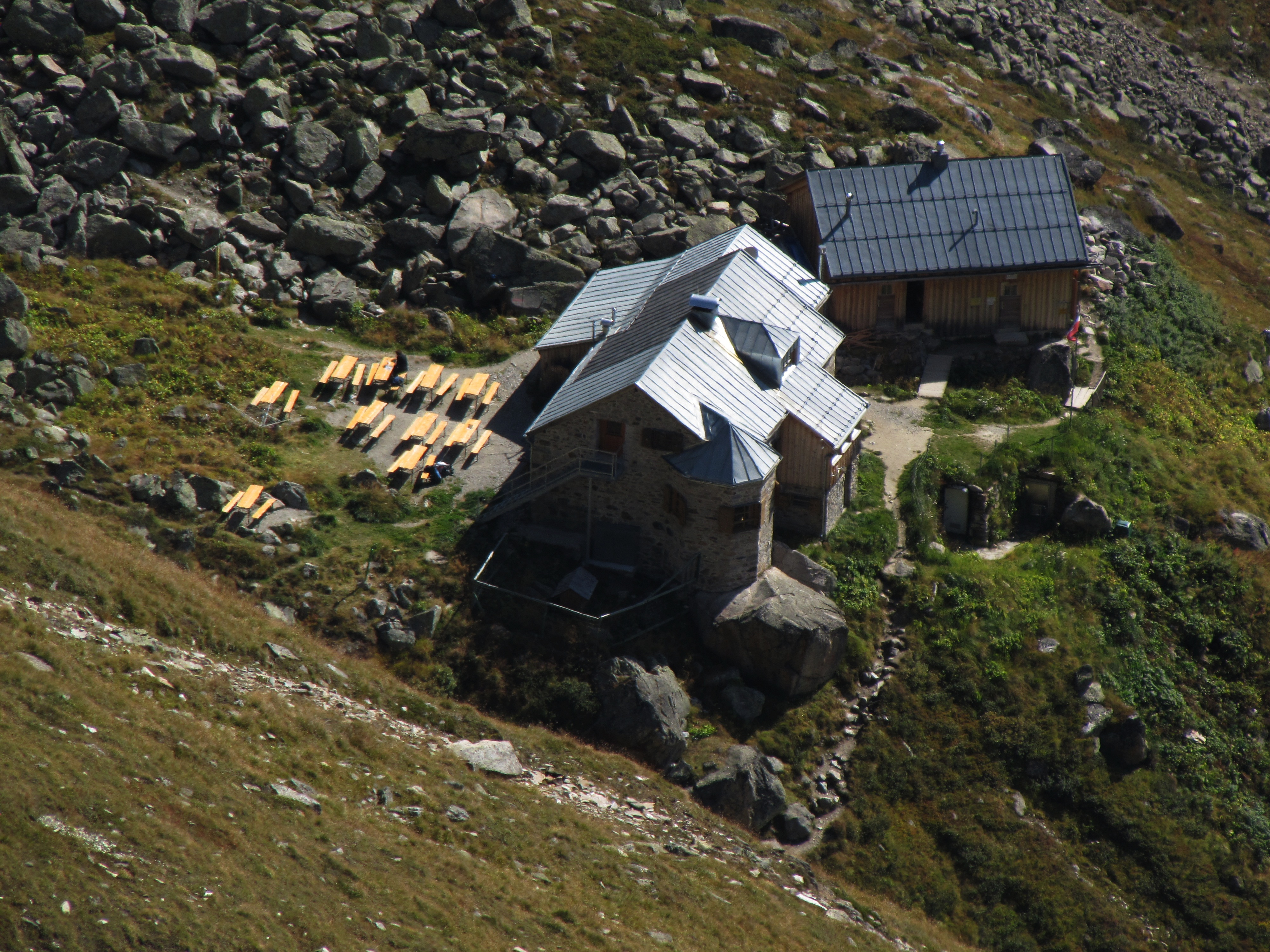
Von Gahwinden gesehen
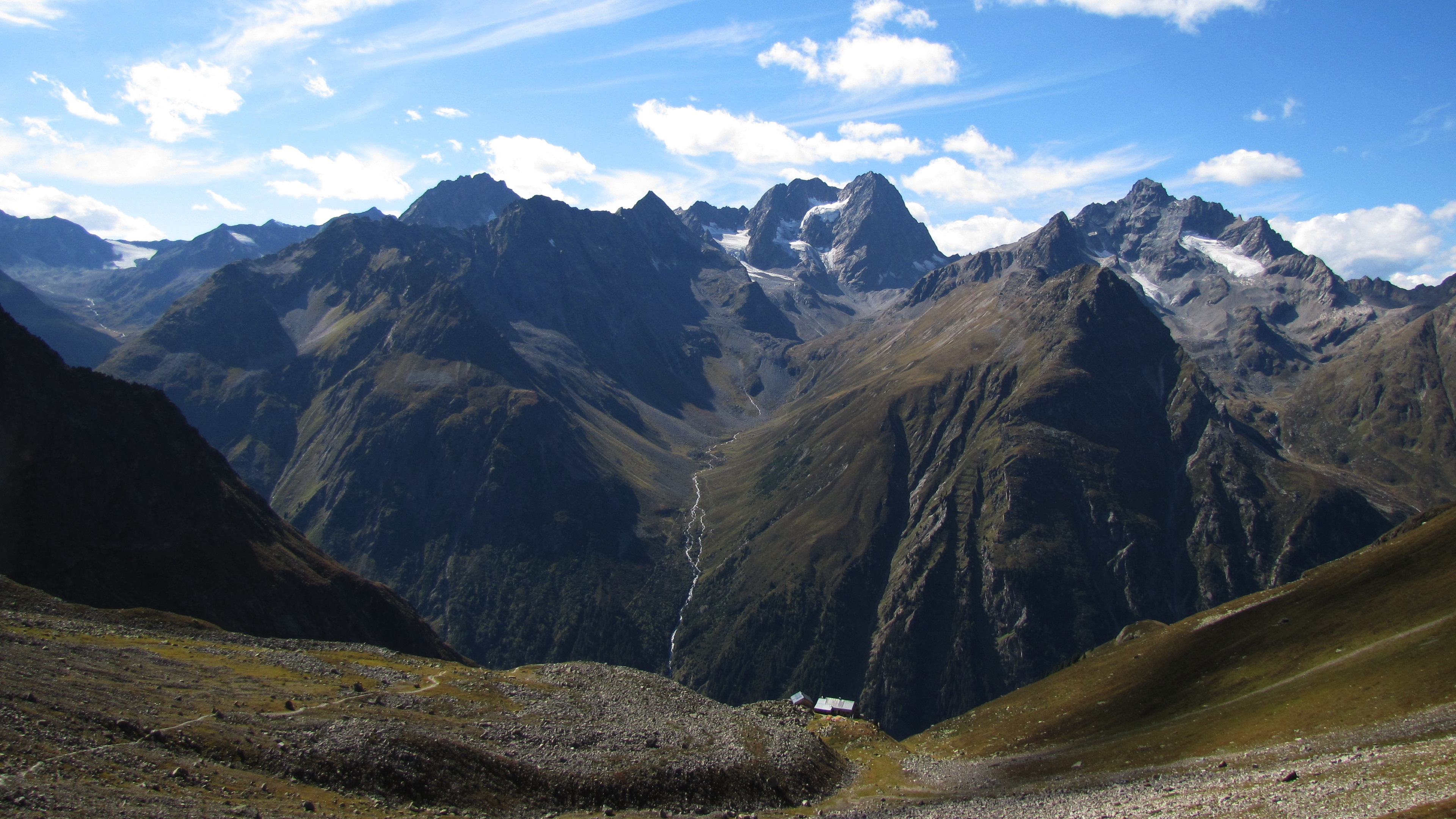
Gegen den Kaunergrat
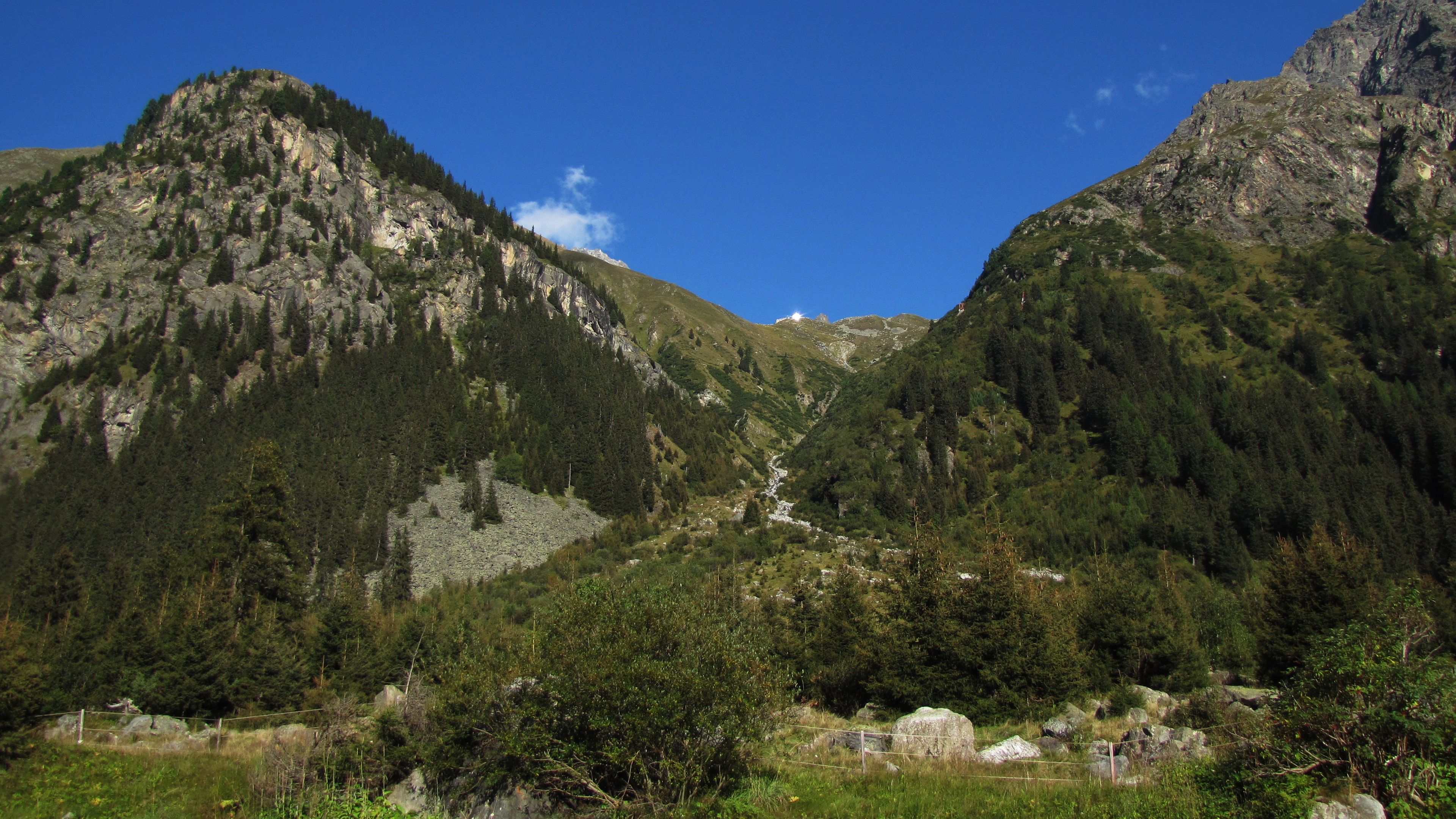
Vom Hüttenparkplatz
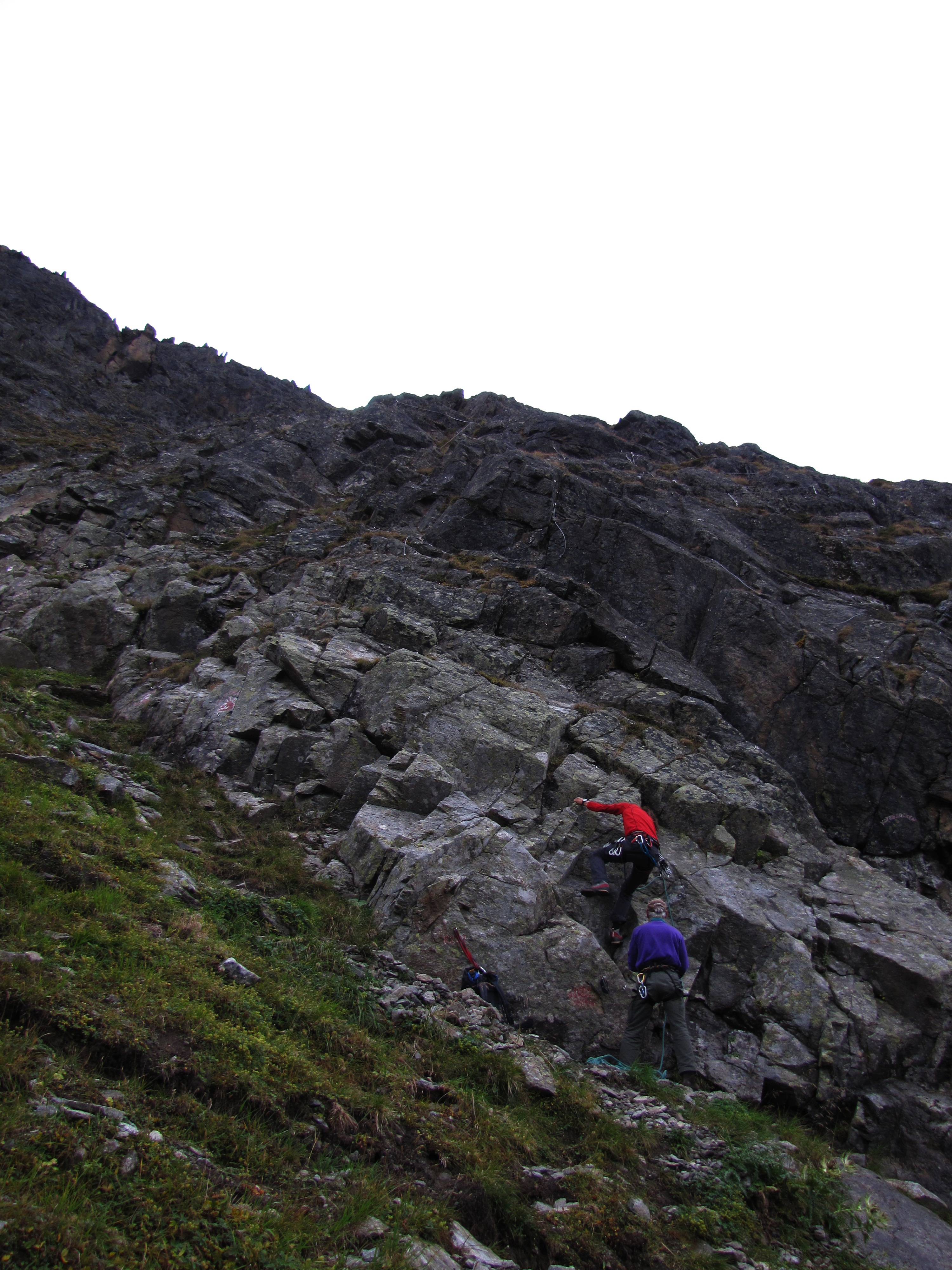
Klettergarten